# Gare de Halewyn
 (novembre 2021).
Si vous disposez d'ouvrages ou d'articles de référence ou si vous connaissez des sites web de qualité traitant du thème abordé ici, merci de compléter l'article en donnant les références utiles à sa vérifiabilité et en les liant à la section « Notes et références ».
La gare de Halewyn (en néerlandais : station Halewijn) est une ancienne station de chemin de fer dans la section de Tronchiennes, dans la ville belge de Gand. L'arrêt était situé entre les gares de Tronchiennes et Landegem le long de la ligne de chemin de Fer 50A.

## Histoire
Halewyn est un hameau rural de Tronchiennes de seulement 300 habitants. La halte était utilisée principalement les résidents de la proximité de Baerle et Luchteren.
La halte a été ouverte le 28 septembre 1888 et a été fermée aux voyageurs le 3 juin 1984. Les seuls vestiges de cette gare étaient les escaliers vers le pont routier enjambant les voies. Ce viaduc a cependant été remplacé par un nouveau avec la mise à quatre voies du chemin de fer, faisant disparaître les derniers vestiges. Le nom de la rue « Halewijnstationstraat » se réfère à l'ancien arrêt.

## Transit
Le graphique indique le nombre moyen de passagers en semaine, les samedis et les dimanches.